# Philippe de Massa
Pour les articles homonymes, voir Massa et Régnier.
Alexandre-Philippe Régnier, marquis de Massa (6 octobre 1831 dans l'ancien 2e arrondissement de Paris - 24 octobre 1910 à Paris 8e), est un officier de cavalerie et auteur de divertissements théâtraux.

## Carrière militaire
Alexandre-Philippe Régnier commença sa carrière militaire en Algérie puis devint membre du régiment d'élite des Guides de la Garde impériale. Il prit part à la guerre de Crimée, participa à la bataille de Solférino en 1859, puis fut aide de camp du maréchal Bazaine durant l'expédition du Mexique. Il était avec Napoléon III à la bataille de Sedan, parvint à s'échapper et rejoignit l'armée du général Bourbaki. C'est lui qui accompagna le général Bourbaki en Suisse, le 27 janvier 1871, après sa tentative de suicide à Besançon.

## Vie sociale

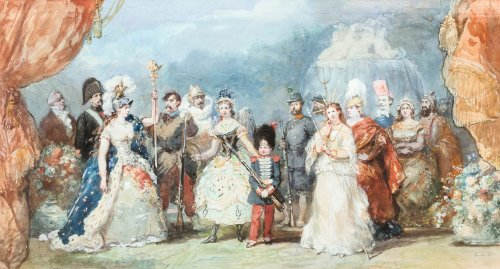
Eugène Lami, Tableau final des commentaires de César, 1866

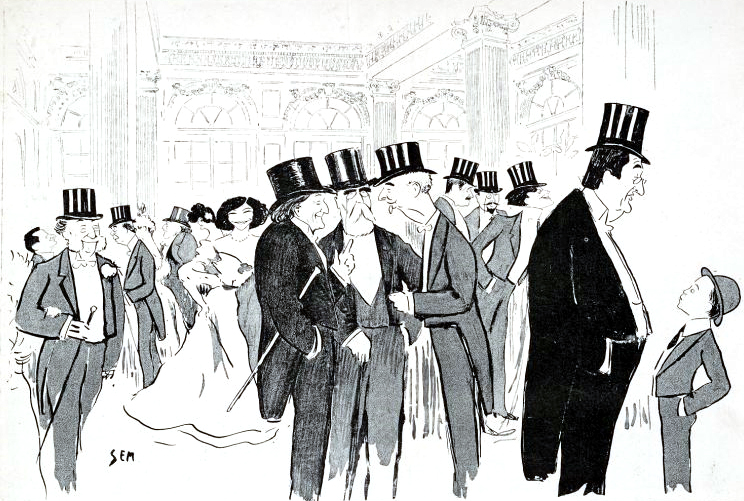
Dessin de Sem, L'illustration (décembre 1906): "Au foyer du Théâtre Réjane pendant un entracte de la répétition générale, M. Gunsbourg. M. Arthur Meyer. M. Pierre Wolff. M. et Mme. Catulle Mendès. Mlle. Polaire. M. Victorien Sardou. M. Ludovic Halévy. Marquis de Massa. M. Feydeau. M. Capus. M. de Croisset. M. Alfred Edwards. M. Jacques Porel."

Durant les huit dernières années du Second Empire, le marquis de Massa fut une figure en vue de la Cour impériale, ayant été chargé par l'impératrice Eugénie de composer des divertissements théâtraux – charades, proverbes dramatiques – joués sur les théâtres de cour de Compiègne et de Rambouillet par une compagnie d'amateurs tels que la princesse Pauline de Metternich, Eglé Ney de La Moskowa, épouse du duc de Persigny ; Nathalie de Ségur, épouse du comte Paul de Malaret, la comtesse de Pourtalès, etc. L'une de ses pièces les plus connues est Les Commentaires de César (1865). L’Académie française lui décerne le prix de Jouy en 1893 pour Zibeline. En 1906, le marquis de Massa fut élu à la présidence de deux des plus prestigieux cercles parisiens : le Cercle de la Rue Royale et le Cercle de l'Union, dit aussi l'Épatant. Il accepta la seconde. Très populaire à Paris, il était surnommé Aramis par ses amis, en raison de sa ressemblance avec le personnage des Trois Mousquetaires. Il était chevalier de la Légion d'honneur .

## Famille
Il avait épousé le 5 janvier 1874 à Paris 9e Françoise Caroline Marie Madeleine Coppens (11 décembre 1855 à Paris - 3 novembre 1937) à Paris). Ils eurent trois fils :
- Jean Louis Napoléon Eugène (25 décembre 1875 --à Paris 1er - 18 janvier 1946 à Chaumes-en-Brie[8]), 4e duc de Massa, marié 14 octobre 1903 à Paris 8e avec Odette Marie Catherine Armande de Boutray, dont :
  - Alexandre Alfred André (9 mai 1905 à Paris 8e; - 14 janvier 1962) à Paris 16e), 5e duc de Massa, administrateur de sociétés, lieutenant ABC, chevalier de la Légion d'honneur[9], sans postérité ;
  - Ernest François Philippe Albéric (29 mai 1910 à Paris 17e - 17 juin 1940) à Treilles-en-Gâtinais) ;
  - Henri-Claude (28 décembre 1913 à Paris - 21 décembre 1934 à Paris) ;
- Alfred Eugène Gaston (28 septembre 1881 - 1935).
- Charles Philippe Jacques (1er mai 1885 à Paris 8e - tué par un éclat d'obus le 15 octobre 1918, mort pour la France à Reygerie, Belgique), saint-cyrien (1904-1906 : promotion du Centenaire d'Austerlitz), capitaine au 31e régiment de dragons.